# ICarly
iCarly este un sitcom american pentru adolescenți creat de Dan Schneider care a fost difuzat inițial pe Nickelodeon din 8 septembrie 2007 până pe 23 noiembrie 2012. Serialul îi are în distribuție pe Miranda Cosgrove, Jennette McCurdy, Nathan Kress, Jerry Trainor și Noah Munck. Serialul spune povestea lui Carly Shay, o adolescentă care își creează propria emisiune web numită iCarly cu cei mai buni prieteni ai ei Sam Puckett și Freddie Benson în apartamentul în care locuiesc ea și fratele ei mai mare Spencer Shay. Pe măsură ce emisiunea web devine rapid un fenomen pe internet, tinerii au sarcina să-și echilibreze viața normală de adolescent cu situațiile ciudate în care noua lor faimă îi atrage.
În primele cinci sezoane, serialul a fost înregistrat la Nickelodeon on Sunset din Los Angeles înainte de a se reloca la studiourile KTLA din Hollywood pentru al șaselea și ultimul sezon. A fost nominalizat pentru premiul Emmy pentru Outstanding Children's Program de cinci ori. Deși serialul a primit recenzii mixte de la critici, a devenit popular la audiențe. Episodul din ianuarie 2010 "iSaved Your Life" a ajuns la 11,2 milioane de telespectatori, cel de-al doilea serial din istoria Nickelodeon. În decembrie 2020, un revival a serialului a fost comandat de Paramount+ cu Cosgrove, Kress și Trainor revenind la rolurile lor și a avut premiera pe 17 iunie 2021.

## Poveste
Când Carly și prietena ei cea mai bună, Sam, improvizează o scenă de comedie la o audiție pentru un spectacol de talente din școală, Freddie, expert în tehnologie, o înregistrează și o postează online fără voia lor. După ce a văzut chimia puternică și glumele fetelor, audiența online vrea mai mult și este creată emisiunea online iCarly. Cei trei adolescenți își găsesc viața obișnuită de adolescenți dată peste cap atunci când descoperă că au devenit senzații pe internet, în timp ce emisiunea lor - care oferă concursuri de talente, rețete, soluții la probleme și dansuri aleatorii - strânge laude internaționale.
Carly locuiește în Seattle cu fratele ei adult și tutorele Spencer și produce emisiunea într-un studio improvizat de la etajul trei, în apartamentul lor.  Tatăl lor, Steven Shay, este un ofițer al Forțelor Aeriene ale Statelor Unite staționat pe un submarin și este adesea menționat, dar este văzut doar în timpul episodului final al primului sezon, „iGoodbye”.
Fotografiile exterioare ale clădirii de apartamente unde locuiesc, Bushwell Plaza, sunt imagini modificate digital ale clădirii Eastern Columbia din Los Angeles.

## Personaje
Personaje principale
• Carly Shay - Miranda Cosgrove
• Samantha "Sam" Puckett - Jennette McCurdy
• Freddie Benson - Nathan Kress
• Spencer Shay - Jerry Trainor
• Gibby Gibson - Noah Munck
Personaje recurente
• Marisa Benson (Mary Scheer) - mama lui Freddie, 
• Lewbert Sline (Jeremy Rowley) - portarul blocului în care locuiesc Carly și Spencer 
• Pamela "Pam" Puckett (Jane Lynch) - mama lui Sam
• Amanda "Mandy" Valdez (Aria Summer Wallace) - cea mai mare fană iCarly 
• Chuck Chambers (Ryan Ochoa) - un vecin și în același timp dușmanul lui Spencer 
• Nevel Papperman (Reed Alexander) - un băiat ce vrea să distrugă iCarly 
• T-Bo (BooG!e) - chelner, manager la Groovy Smoothie 
• Guppy (Ethan Munck) - fratele mai mic al lui Gibby 
• Charlotte (Deena Dill) - mama lui Gibby și Guppy 
• directorul Ted Franklin (Tim Russ) - directorul școlii Ridgeway  
• doamna Francine Briggs (Mindy Sterling) - profesoară de engleză la Ridgeway 
• domnul Howard (David St. James) - profesor la Ridgeway

## Prezentare generală
| Sezonul | Sezonul | Episoade | Episoade | Premiera TV        | Premiera TV       |
| Sezonul | Sezonul | Episoade | Episoade | Prima transmisie   | Ultima transmisie |
| ------- | ------- | -------- | -------- | ------------------ | ----------------- |
|         | 1       | 25       | 25       | 8 septembrie 2007  | 25 iulie 2008     |
|         | 2       | 21       | 21       | 27 septembrie 2008 | 8 august 2009     |
|         | 3       | 18       | 18       | 12 septembrie 2009 | 26 iunie 2010     |
|         | 4       | 10       | 10       | 30 iulie 2010      | 11 iunie 2011     |
|         | 5       | 10       | 10       | 13 august 2011     | 21 ianuarie 2012  |
|         | 6       | 13       | 6        | 24 martie 2012     | 9 iunie 2012      |
|         | 6       | 13       | 7        | 6 octombrie 2012   | 23 noiembrie 2012 |